# Górażdże
Górażdże (dodatkowa nazwa w j. niem. Goradze) – wieś w Polsce położona w województwie opolskim, w powiecie krapkowickim, w gminie Gogolin.

## Nazwa
W alfabetycznym spisie miejscowości na terenie prowincji śląskiej wydanym w 1830 roku we Wrocławiu przez Johanna Knie wymieniona jest jako Gorasdze oraz Gorażdz.
W 1935 roku zmieniono nazwę z Goradze na Waldenstein.

## Historia
W 1910 r. Górażdże posiadały 530 mieszkańców – 497 mówiących językiem polskim, 2 językiem polskim i niemieckim, 31 językiem niemieckim. Głównym źródłem utrzymania ludności był przemysł. W wyborach komunalnych z listopada 1919 r. oddano 88 głosów na kandydatów polskich (na ogólną liczbę 134), zdobywając 6 z 9 mandatów. Podczas plebiscytu z 20 marca 1921 r. spośród 342 uprawnionych do głosowania (w tym 98 emigrantów) 149 głosowało za Polską, 185 za Niemcami. Górażdże pozostały w granicach Niemiec.
W październiku 1920 r. powstało w Górażdżach liczące 17 członków gniazdo polskiego Towarzystwa Gimnastycznego „Sokół”.
Podczas III powstania śląskiego, w pierwszej jego fazie, Grupa Destrukcyjna Konrada Wawelberga planowała wysadzić w powietrze wiadukt w rejonie Górażdży – akcja nie powiodła się. 15 maja 1921 r. wieś została zajęta w toku odwetowego rajdu sił Podgupy „Bogdan” w lasy opolskie na wieść o zbrodni niemieckiej dokonanej na powstańcach i cywilach w Strzebniowie. 19 maja powstańcy opuścili Górażdże na rozkaz Naczelnej Komendy Wojsk Powstańczych. 21 maja z rejonu Górażdży rozpoczęło się natarcie batalionu hrabiego von Strachwitza i kompanii Koppego z Marinebrigade Ehrhardt na Kamień Śląski i Kamionek. Wskutek niemieckiego terroru popowstaniowego zginęli następujący mieszkańcy Górażdży: Jan Cybik, Franciszek Cybik, Paweł Konieczko, Walenty Konieczko, Teodor Krzewia, Franciszek Przybyła, Wilhelm Skrzydło.

## Historia wydobycia wapienia
We wsi już w pierwszej połowie XIX wieku rozpoczęto intensywne wydobycie wapieni triasowych do produkcji wapna. Z tego okresu zachowało się kilka szybowych pieców wapienniczych. Otwarcie linii kolejowej Opole – Kędzierzyn w 1845, ze stacją w Górażdżach umożliwiło dalszy rozwój przemysłu. W latach 60. XX wieku zaczęto rozbudowywać kamieniołomy, w związku ze zwiększeniem produkcji wapna i otwarciem w 1966 nowego zakładu wapienniczego. W 1973–1977 zbudowano Cementownię Górażdże (umiejscowioną w sąsiedniej wsi Chorula), jedną z większych i nowocześniejszych w kraju. Bazuje ona na wydobyciu w kamieniołomie Górażdże. W 1993 zakład wapienniczy i cementownię przejęło przedsiębiorstwo HeidelbergCement. Wkrótce potem przeprowadzono szereg modernizacji zakładów wydobywczych i produkcyjnych. Obecnie we wsi działa jeden z większych w Polsce kamieniołomów wapienia oraz duży zakład wapienniczy należący do LHOIST S.A.

## Zabytki
Do wojewódzkiego rejestru zabytków wpisane są dwa piece szybowe do wypału wapna, z 1823 r.

## Osoby związane z miejscowością
- Mateusz Gucman (1980) – polski zapaśnik